# Onorificenze pontificie
Elenco delle onorificenze e degli ordini di merito e cavallereschi distribuiti dalla Santa Sede e prima ancora dallo Stato Pontificio.

## Il papa come capo degli ordini pontifici
Il sovrano degli ordini è il papa mentre il gran magistero delle singole onorificenze può essere mantenuto direttamente dal pontefice o concesso a una persona di fiducia, solitamente un cardinale.
Per antica tradizione al papa non si conferiscono titoli (di alcun genere né cavallereschi né nobiliari), ciò perché la sua carica è al di sopra di ogni onore, anzi da lui tutti gli onori discendono (il pontefice assieme al sacro romano imperatore, era uno dei due poteri universali, ma al primo competeva incoronare il secondo). Come tale il papa non indossa mai le decorazioni di cui pure è sovrano e non è mai insignito di nessun grado.
Chi, avendo ricevuto onorificenze, diventa pontefice, automaticamente decade da tutte le onorificenze ricevute in quanto esse vengono soppiantate dal titolo di Sommo Pontefice.

## Titoli equestri di rango e nobilitazione della Santa Sede
La Santa Sede ha avuto due soli ordini di rango e nobilitazione: l'Ordine Piano di Pio IX (dalla fondazione alla denobilitazione del 1939) con nobiltà ereditaria (titolo di prima classe, poi di gran croce) e, per secoli, la Milizia Aurata o Speron d'Oro, la quale è stata giuridicamente "usata" quale titolo di rango e nobilitazione fino al 1841, unico conferimento della Santa Sede a riconoscere nobiltà gentilizia e a concedere nobiltà ereditaria, sostituito poi, con analogo valore, dall'Ordine Piano. L'istituto di nomina scelto dai pontefici, la collazione diretta o la subcollazione, era ed è potenzialmente "variabile", ovvero dipende dalla sola volontà del pontefice regnante e non ha (non aveva) influenza alcuna sulle caratteristiche giuridiche del titolo, il quale, se di rango e nobilitazione, restava tale. Le modifiche giuridiche del titolo, invece, dipesero e dipendono da atti pubblici del sovrano pontefice, ovvero da decreti (Bolle) specifici; atti analoghi denobilitarono la Milizia Aurata nel 1841 e l'Ordine Piano nel 1939.

## Ordini cavallereschi

### Ordini esistenti
| Nastro | Onorificenza                                                                      |
| ------ | --------------------------------------------------------------------------------- |
|        | Ordine supremo del Cristo (14 marzo 1319) o Milizia di Nostro Signore Gesù Cristo |
|        | Ordine dello Speron d'oro (7 febbraio 1905) o Milizia Aurata                      |
|        | Ordine Piano (17 giugno 1847) o di Pio IX                                         |
|        | Ordine di San Gregorio Magno (1º settembre 1831)                                  |
|        | Ordine di San Silvestro papa (31 ottobre 1841)                                    |

### Ordini cavallereschi riconosciuti dalla Santa Sede
| Nastro | Onorificenza                                             |
| ------ | -------------------------------------------------------- |
|        | Sovrano militare ordine di Malta (1048)                  |
|        | Ordine equestre del Santo Sepolcro di Gerusalemme (1099) |

L'Ordine equestre del Santo Sepolcro è semi-indipendente sotto la protezione della Santa Sede e viene amministrato per delegazione apostolica da un cardinale di Santa Romana Chiesa che assume il titolo di Gran Maestro.
Il 16 ottobre 2012 la Santa Sede dirama un comunicato nel quale nega il riconoscimento agli Ordini Equestri di nuova istituzione e a quelli fatti risalire agli ordini medioevali, al di fuori dei propri Ordini Equestri (Supremo del Cristo, dello Speron d'oro, Piano, di San Gregorio Magno e di San Silvestro papa) e di quelli del Sovrano militare ordine di Malta  e del Santo Sepolcro di Gerusalemme. La Santa Sede riprova inoltre l'uso di effettuare nelle chiese o cappelle le cerimonie cosiddette "di investitura".

### Ordini soppressi
| Nastro | Onorificenza                                                         |
| ------ | -------------------------------------------------------------------- |
|        | Ordine di San Giovanni in Laterano                                   |
|        | Ordine del Moro (23 settembre 1806) o del Morello o del Moretto      |
|        | Ordine di Santa Cecilia (15 novembre 1847 - 1870)                    |
|        | Ordine degli Avvocati di San Pietro (5 luglio 1878 - 26 maggio 1909) |

## Collegi cavallereschi
Nello Stato della Chiesa, gli ordini cavallereschi di creazione specifica del pontefice (intesi come associazioni con ordinamenti, statuti e insegne proprie), fecero la loro prima apparizione nel XVI secolo con Leone X. Egli per primo creò degli istituti che si perpetuarono anche nei secoli successivi e che avevano il compito sostanziale di consentire l'accesso a cariche pontificie o a titoli della nobiltà romana col pagamento di una tassa annua di iscrizione.
| Nastro | Onorificenza                                                 |
| ------ | ------------------------------------------------------------ |
|        | Ordine di San Pietro (1520) (incorporato nello Speron d'Oro) |
|        | Ordine di San Paolo                                          |
|        | Ordine Piano                                                 |
|        | Ordine Lauretano (1545 - 1580 / 1586 - 1693)                 |
|        | Ordine del Giglio (1546)                                     |

## Medaglie

### Medaglie di benemerenza
| Nastro                              | Onorificenza                                                                                  |
| ----------------------------------- | --------------------------------------------------------------------------------------------- |
|                                     | Medaglia per l'assistenza ai malati di colera (1867)                                          |
| I classe II e III classe            | Croce di Loreto (1888-c. 1950) da papa Leone XIII a papa Giovanni Paolo II                    |
| (1888-1893) (1893-1967) (1967-oggi) | Croce pro Ecclesia et Pontifice                                                               |
|                                     | Medaglia Benemerenti (1818-1967)                                                              |
|                                     | Croce pro Benemerenti (1967-oggi)                                                             |
|                                     | Medaglia Benemerenti per signore                                                              |
|                                     | Croce per i pellegrini di Gerusalemme (2 maggio 1901)                                         |
|                                     | Croce Lateranense (18 febbraio 1903-1977)                                                     |
|                                     | Medaglia al Merito per Servizi Straordinari 1943-1944 per la Guardia Palatina d'Onore         |
|                                     | Croce e medaglia Benemeriti per l'Anno Santo 1925                                             |
|                                     | Croce e medaglia Benemeriti per l'Anno Santo della Redenzione 1933                            |
|                                     | Medaglia dei benemeriti per gli operatori di pace (1942; nastro verde, bianco, giallo, verde) |
|                                     | Croce e medaglia Benemeriti per l'Anno Santo 1950                                             |
|                                     | Medaglia Benemeriti per l'Anno Santo 1975                                                     |
|                                     | Medaglia Benemeriti per il Grande Giubileo del 2000                                           |

Di questi rimangono attive la Croce pro Benemerenti e la Croce pro Ecclesia et Pontifice.

### Medaglie militari
| Nastro | Onorificenza |
| ------ | --- |
|        | Medaglia per i vigili del fuoco                                                                                      |
|        | Medaglia per i volontari romani alla difesa di Vicenza (1848)                                                        |
|        | Medaglia commemorativa della restaurazione dell'autorità pontificia (1850) detta anche Medaglia dell'assedio di Roma |
|        | Medaglia "Benemerenti" per la presa di Perugia (1859)                                                                |
|        | Medaglia di Castelfidardo (12 novembre 1860)                                                                         |
|        | Croce di Mentana (14 novembre 1867) o Croce fidei et virtuti                                                         |
|        | Medaglia per lungo servizio (20 anni o 30 anni)                                                                      |

### Medaglie commemorative
| Nastro | Onorificenza                                                                                           |
| ------ | --- |
|        | Medaglia commemorativa della chiusura della Porta Santa (1826)                                         |
|        | Medaglia commemorativa dell'istituzione della Congregazione dell'Assunzione di Maria ad Anversa (1872) |
|        | Medaglia commemorativa dell'enciclica "Grande Munus" (1881)                                            |
|        | Medaglia commemorativa dell'enciclica "Rerum Novarum" (1891)                                           |
|        | Medaglia del 50º anniversario della promulgazione del dogma dell'Immacolata Concezione (1904)          |
|        | Medaglia commemorativa della lettera apostolica "Universis Christifidelibus" (1913)                    |
|        | Medaglia a ricordo del 100º anniversario della fondazione della Guardia Nobile Pontificia (1916)       |
|        | Medaglia per il 50º anniversario della fondazione delle missioni salesiane (1925)                      |
|        | Medaglia commemorativa della firma dei Patti Lateranensi (1929)                                        |
|        | Medaglia per il 75º anniversario delle apparizioni di Lourdes (1933)                                   |
|        | Medaglia per la costituzione dell'Opera Permanente Peregrinatio Romana ad Petri Sedem (1935)           |
|        | Medaglia per il triduo a Lourdes in chiusura del giubileo della Redenzione (1935)                      |
|        | Medaglia a ricordo del 100º anniversario della fondazione della Guardia Palatina (1950)                |
|        | Medaglia per la proclamazione della Beata Vergine Regina del Cielo e della Terra (1954)                |
|        | Medaglia per il centenario delle apparizioni di Lourdes (1958)                                         |
|        | Medaglia commemorativa del Concilio Vaticano Secondo                                                   |
|        | Medaglia commemorativa del pellegrinaggio in Terra Santa del 1964                                      |
|        | Medaglia per la visita apostolica in Gran Bretagna (1982)                                              |
|        | Medaglia commemorativa dell'LXXX Anniversario di fondazione dello Stato della Città del Vaticano       |

### Medaglie commemorative di giubilei e giubilei pontifici
| Nastro | Onorificenza                                                       |
| ------ | ------------------------------------------------------------------ |
|        | Medaglia del 20º anniversario di episcopato di papa Pio IX (1847)  |
|        | Medaglia del 50° anniversario di episcopato di papa Pio IX (1877)  |
|        | Medaglia del 50° anniversario di sacerdozio di Leone XIII (1887)   |
|        | Medaglia del 50° anniversario di episcopato di Leone XIII (1896)   |
|        | Medaglia per l'apertura dell'anno santo 1900 (1900)                |
|        | Croce per l'anno santo 1900 (1900)                                 |
|        | Medaglia del 50º anniversario di sacerdozio di Pio X (1908)        |
|        | Medaglia per il giubileo del 1925 (1925)                           |
|        | Medaglia del 50º anniversario di sacerdozio di papa Pio XI (1929)  |
|        | Medaglia per il giubileo del 1933 (1933)                           |
|        | Medaglia del 25º anniversario di episcopato di papa Pio XII (1942) |
|        | Medaglia per il giubileo del 1950                                  |
|        | Medaglia per il giubileo del 1975                                  |
|        | Medaglia per il giubileo del 2000                                  |

## Onorificenze per i luoghi di culto
Le chiese importanti per la fede della Chiesa particolare o universali possono ricevere uno dei seguenti titoli:
| Stemma | Onorificenza |
| ------ | --- |
|        | Basilica maggiore: le quattro chiese cattoliche di più alto rango. Sono: Basilica di San Giovanni in Laterano, Basilica di San Pietro in Vaticano, Basilica di San Paolo fuori le mura, Basilica di Santa Maria Maggiore. Questo titolo è da considerare non assegnabile ad altre chiese. Alla Città del Vaticano è riconosciuta "la piena proprietà" delle tre basiliche maggiori che si trovano sul suolo italiano e in quanto tali hanno lo status di extraterritorialità. |
|        | Basilica minore papale o pontificia (in precedenza "patriarchale"): viene instaurato un legame con il Papa mediante privilegi particolari, un delegato pontificio o una giurisdizione propria (Prelatura territoriale). Sono al giorno d'oggi: Basilica di San Francesco, Basilica di Santa Maria degli Angeli, Basilica di Sant'Antonio di Padova, Basilica della Santa Casa, Santuario della Beata Vergine del Rosario di Pompei, Basilica di San Nicola. Di queste la Basilica della Santa Casa, la Basilica di San Francesco e la Basilica di Sant'Antonio di Padova godono del privilegio di extraterritorialità. Sono costituiti in una prelatura territoriale: Basilica della Santa Casa, Santuario della Beata Vergine del Rosario di Pompei. |
|        | Basilica minore: creata Basilica mediante una bolla pontificia. L'uso da parte di queste basiliche minori dell'aggettivo "pontificio" è improprio, in quanto indicare solamente che una basilica è tale per la concessione del papa. |

Inoltre, esiste il dono di Rosa d'oro: richiamante "il buon profumo di Cristo" (cfr. 2Cor 2,15). Un tempo donata anche ai sovrani e soprattutto alle sovrane, da oltre mezzo secolo è consegnata soltanto agli edifici di culto.

## Onorificenze per gli ecclesiastici
I religiosi possono ricevere come i laici la Croce pro Benemerenti e la Croce pro Ecclesia et Pontifice.
Ai preti secolari il Papa su richiesta del Vescovo diocesano può concedere di annoverarsi tra i prelati minori con il titolo di Monsignore.
I prelati minori a servizio della Curia romana sono:
| Stemma | Onorificenza                            |
| ------ | --------------------------------------- |
|        | Protonotario apostolico soprannumerario |
|        | Prelato d'onore di Sua Santità          |
|        | Cappellano di Sua Santità               |

I preti a servizio delle diocesi per la disposizione di papa Francesco possono ricevere solo il titolo di Cappellano di Sua Santità.
Ai vescovi diocesani o titolari il papa può concedere il titolo di Arcivescovo ad personam.
Il papa può accogliere i vescovi e più raramente i sacerdoti nel Collegio cardinalizio con il titolo di Cardinale di Santa Chiesa Romana. Secondo il Diritto Canonico al numero 351 i sacerdoti divenuti Cardinali devono essere ordinati vescovi. È una norma dalla quale possono essere dispensati per causa dell'età avanzata.